# Dendrobium cadetiiflorum
Dendrobium cadetiiflorum är en orkidéart som beskrevs av Johannes Jacobus Smith. Dendrobium cadetiiflorum ingår i släktet Dendrobium, och familjen orkidéer. Inga underarter finns listade i Catalogue of Life.